# Bukolična poezija
 Bukolična poezija  je poezija, ki iz odpora zoper nemirni, nesrečni svet išče miru v idealiziranem naravnem, odmaknjenem pastirskem okolju. Vsebina bukolične poezije v večini prikazuje realistične prizore iz vsakdanjega življenja. Poezija označuje tudi pojem idile, kot posebno literarno zvrst s pastirsko, bukolično ali pastoralno vrsto literature.
Začetnik bukolične poezije (od gr. bukolos, pastir goveda) je Sicilec Teokrit, ki je v 3. stoletju deloval na dvoru v Aleksandriji. Pod njegovim imenom se je ohranila zbirka z naslovom Idile, kar so pozneje razumeli v pomenu "idilične podobice", prvotno pa naslov označuje zgolj zvrstno raznolikost zbirke (pesmi v mešanih oblikah).
V zbirki prevladuje bukolična poezija v ožjem pomenu besede, to je pastirska poezija (predhodnica Vergilijeve in novoveške pastoralne poezije.